# برده یونانی
برده یونانی (انگلیسی: The Greek Slave) یک مجسمهٔ سنگ مرمر از هنرمند مجسمه‌ساز آمریکایی، هیرام پاورز است. برده یونانی یکی از مشهورترین کارهای مورد تحسین همهٔ منتقدان آثار هنری آمریکایی در قرن نوزدهم بود و به تعبیری در زمرهٔ محبوب‌ترین مجسمه‌های آمریکایی تا به امروز قلمداد می‌گردد. این مجسمه نخستین مجسمهٔ آمریکایی بود که در ابعاد واقعی به یک نمایشگاه هنری عمومی راه یافت و در معرض دید عموم قرار گرفت که نشانگر یک مدل مؤنث کاملاً برهنه بود. هیرام پاورز، خالق این اثر ابتدا این کار را در قالب خاک رس (خشت یا سفال) و در ۱۲ مارس ۱۸۴۳ تکمیل نمود. نخستین نسخهٔ سنگ مرمر این مجسمه در استودیوی هنرمند به تاریخ ۱۸۴۴ تکمیل گردید که هم‌اکنون در قلعه ربی انگلستان واقع است.